# Almeida (vila)
Almeida é uma vila raiana histórica portuguesa sede da Freguesia de Almeida e também do Município de Almeida, pertencendo ao Distrito da Guarda, que fez parte da histórica província da Beira Alta, e atualmente está integrada na sub-região das Beiras e Serra da Estrela da Região do Centro.
O Município de Almeida de que é sede tem 517,98 km² de área e 7 242 habitantes (2011), subdividido em 16 freguesias.
D. Dinis tomou Almeida em 1296 e encontrando-a muito danificada resolveu deslocá-la para a localização actual, mandando construir um novo Castelo, povoando-a e concedendo-lhe o primeiro foral, obtendo a confirmação da posse pelo Tratado de Alcanizes, no ano seguinte. Permaneceu como vila e cabeça de concelho/município desde então.
A vila de Almeida é conhecida pela sua fortaleza, que com a sua forma de estrela de doze pontas constitui um dos mais espetaculares exemplares europeus dos sistemas defensivos abaluartados do século XVII. A Praça-Forte de Almeida é candidata à categoria de Património Mundial da UNESCO.
Freguesias do Município de Almeida
Almeida
Amoreira, Parada e Cabreira
Azinhal, Peva e Valverde
Castelo Bom
Castelo Mendo, Ade, Monteperobolso e Mesquitela
Freineda
Freixo (Almeida)
Junça e Naves
Leomil, Mido, Senouras e Aldeia Nova
Malhada Sorda
Malpartida e Vale de Coelha
Miuzela e Porto de Ovelha
Nave de Haver
São Pedro de Rio Seco
Vale da Mula
Vilar Formoso

## História
D. Fernando de Castela conquistou Almeida aos mouros em 1039, que a voltariam a tomar em 1071.
Em 1190, D. Sancho I de Portugal conquistou-a de novo, destacando-se pela bravura D. Paio Guterres, neto de D. Egas Moniz, que depois desta conquista ficou apelidado de Almeida.
Com as intermináveis guerras da época ficou Almeida quase arrasada e despovoada, tendo D. Dinis decidido mudála para a posição actual mandando construir o Castelo e concedendo-lhe foral em 1296. D. Manuel amplificou as fortificações e a Vila, e lhe deu Foral Novo, em Santarém, no 1º de Junho de 1510.
A 6 Km. de Almeida está a Capela do Mosteiro, que, segundo a tradição, foi igreja de um convento de Templários. D. João II reedificou esta capela, pondo-lhe as Armas de Portugal sobre a Cruz de Aviz de cuja Ordem era Grão Mestre, perdendo o edifício os vestígios da sua muita antiguidade. Aqui nasceu em 20 de Agosto de 1569, o célebre historiador Frei Bernardo de Brito, que estudou em Roma e regressou a Portugal, formando-se em teologia pela Universidade de Coimbra em 1606. Cronista-Mor do Reino, da ordem de Cister, faleceu em Almeida a 27 de Fevereiro de 1617.
A 11 de Abril de 1811, durante a Terceira Invasão Francesa de Portugal, o General Beresford comandando o Exército Anglo-Luso recuperou a Praça e expulsou pela 3ª e última vez, os Franceses, de Território Português.

## Toponímia da Vila
Existem várias versões para origem do nome Almeida. Mas o que todos concordam é que o nome é de origem árabe. Uns referem que vem do árabe Al Mêda e que significa a mesa, pelo facto da povoação se encontrar situada num vasto planalto, no planalto das mesas. Há também quem afirme que vem do árabe Atmeidan que significa campo ou lugar de corrida de cavalos. Frei Bernardo de Brito, natural de Almeida e cronista-mor do reino, afirma derivar, Almeida, da configuração do terreno em que a Vila se encontra edificada e cujo nome original é Talmeyda.
A lenda diz que a sua origem vem de uma mesa cravejada de pedras preciosas que em tempos existiu naquele lugar.

## Economia
O sector primário é a principal fonte de riqueza do município de Almeida, à semelhança dos concelhos limítrofes do interior. Predomina o sector agro-pecuário e produção hortícola em regime de complementaridade a outros rendimentos familiares, destacando-se o minifúndio.
A pecuária engloba cerca de 30.000 bovinos e 10.000 ovinos e caprinos.

## Património
- Muralhas da Praça de Almeida (Monumento Nacional desde 3 de Fevereiro de 1928)
- Picadeiro D'el Rey
- Casamatas/Museu Histórico-Militar de Almeida
- Quartel das Esquadras (Almeida)
- Centro de Estudos de Arquitectura Militar de Almeida (CEAMA)

## Orago
A vila de Almeida pertence à Paróquia de Aljustrel que tem por orago o Nossa Senhora das Candeias.

## Festas e romarias
- Comemorações do Cerco de Almeida (Agosto)
- Festa de Nossa Senhora das Neves (Agosto)
- Festa de Nossa Senhora da Barca (Domingo de Pentecostes)
- Feriado Municipal (2 Julho)

## Geminações
Almeida está geminada com  Mutzig, Baixo Reno, França.

## Cidadãos ilustres

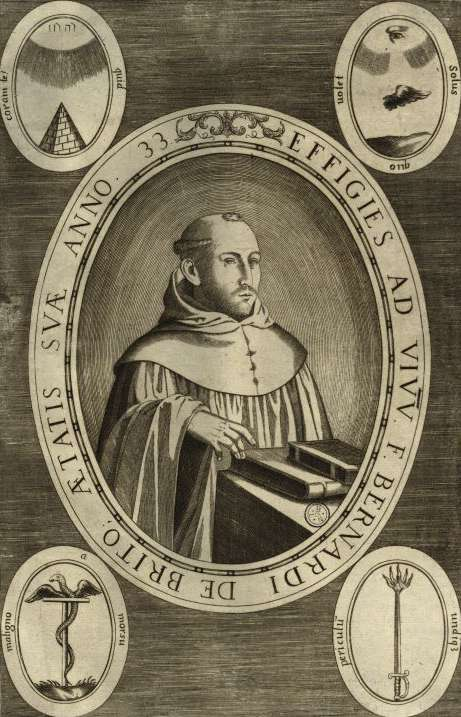
Frei Bernardo de Brito

- Frei Bernardo de Brito (Almeida, 1569 - Almeida, 1617) - monge, historiador e cronista-mor do Reino de Portugal.
- António José de Abreu Castelo Branco (Almeida, 1752 - Lisboa, 1851) - veterano militar.
- Paulino Joaquim Leitão (Almeida, 1779 - Lisboa, 1830) - poeta e militar.

- António Ginestal Machado (Almeida, 1874 - Santarém, 1940) - Primeiro-Ministro de Portugal no ano de 1923.
- Teófilo Carvalho dos Santos (Almeida, 1906 - Lisboa, 1986) - Advogado. Opositor ao Estado Novo, fundador do Partido Socialista e Presidente da Assembleia da República entre 1978 e 1980.
- Jaime Silva (Almeida, 1954 - ...) - economista. Ministro da Agricultura entre 2005 e 2009.
- José Vilhena de Carvalho (1930-2013) - Advogado e Historiador. Os seus livros sobre Almeida são referência na história da vila.

## Transportes
A vila é servida pela A25, principal auto-estrada de ligação entre Portugal e Espanha 